# Hartmut Oetker
Hartmut Oetker (* 14. März 1959 in Hildesheim) ist ein deutscher Rechtswissenschaftler und ordentlicher Professor an der Christian-Albrechts-Universität zu Kiel. Dort hat er den Lehrstuhl für bürgerliches Recht, Arbeitsrecht und Wirtschaftsrecht inne. Sein Forschungsschwerpunkt liegt im Arbeitsrecht, darüber hinaus zeichnen ihn Publikationen zum bürgerlichen Recht, Handels- und Gesellschaftsrecht aus.
Oetker studierte Rechtswissenschaften an der Freien Universität Berlin, wo er im Jahre 1983 seine erste juristische Staatsprüfung ablegte. Im Jahre 1986 wurde Oetker mit einer Arbeit zum Mitbestimmungsrecht an der rechtswissenschaftlichen Fakultät der Christian-Albrechts-Universität zu Kiel promoviert. Nachdem er im Jahre 1988 die zweite juristische Staatsprüfung beim gemeinsamen Prüfungsamt der Länder Freie Hansestadt Bremen, Freie und Hansestadt Hamburg und Schleswig-Holstein abgelegt hatte, folgte im Jahre 1993 wiederum in Kiel die Habilitation für die Fächer bürgerliches Recht, Arbeitsrecht, Handels- und Gesellschaftsrecht.
Im Jahre 1995 wurde Oetker zum Universitätsprofessor an der Friedrich-Schiller-Universität Jena ernannt. Im Herbst 2005 folgte er einem Ruf an die Christian-Albrechts-Universität zu Kiel und trat dort die Nachfolge von Peter Kreutz an.
Oetker ist Richter am Thüringer Oberlandesgericht und Mitglied des Stiftungsvorstands der Ernst-Abbe-Stiftung.

## Veröffentlichungen(Auswahl)
- Die Durchführung von Not- und Erhaltungsarbeiten bei Arbeitskämpfen. 1984.
- Die Mitbestimmung der Betriebs- und Personalräte bei der Durchführung von Berufsbildungsmaßnahmen des Arbeitgebers. Dissertation. 1986.
- Die Anhörung des Betriebsrates vor Kündigungen. 1987.
- Die Verjährung – Strukturen eines allgemeinen Rechtsinstituts. 1994.
- Das Dauerschuldverhältnis und seine Beendigung. Habilitationsschrift. 1994.
- Handelsrecht. 6. Auflage. 2010.
- Münchener Handbuch zum Arbeitsrecht. 4. Auflage. C.H. Beck, München 2019, ISBN 978-3-406-71330-9. (als Mitherausgeber)